# Flutter of birds II 〜天使たちの翼〜
『flutter of birdsII 〜天使たちの翼〜』（フラッター・オブ・バーズ・ツー てんしたちのつばさ）は2002年2月22日にシルキーズより発売されたアダルトゲーム、およびそれを原作としたアダルトアニメ。略称はFOB2。
1年前の2001年2月23日に発売された『flutter of birds 〜鳥達の羽ばたき〜』（FOB）の続編。ただしFOBとは舞台設定、登場人物は異なる。タイトル画面で流れる曲『翼』はFOBで使用されていたものと同一。FOBは夏（8月）を季節背景とした作品であったのに対し、FOB2は冬（2月）を背景としている。企画・原画は前作と同じく竹井正樹が担当。

## ゲームシステム
FOB2はCD-ROM3枚組の構成となっており、1枚目と2枚目のディスクからゲームプログラムをPCにインストールする。3枚目のディスクはゲーム中のBGMを収録したサウンドトラックとなっている。ゲームをプレイするためにはこの3枚目のディスクをディスクドライブに挿入しておく必要があり、ディスクレス状態での起動は不可能。
前作FOBに比べ、FOB2のシステムは大きく向上している。フルスクリーンでしかプレイできなかった前作とは違い、画面サイズをウィンドウにすることができる。セーブファイルは111あり、常時セーブが可能。既読スキップ機能もあり、既読テキストの音声を再生することもできる。
クリアしたシナリオを一覧から選択すると、各ヒロインが「写真アルバムをページ繰りしながら進矢との思い出を語る」という演出のナレーションが入る。

## 登場人物
各登場人物の声優はゲームエンディング時のスタッフロールで公表されている。FOBとほぼ同一の声優陣である。また、登場人物の多くは「進矢 シンクレア（しんや シンクレア）」「雪柳 ゆず（ゆきやなぎ ゆず）」など、姓と名の頭文字が同一である。また、ヒロイン達の名前には雪柳など植物に関する言葉が使われている。

### 主人公およびヒロイン
進矢 シンクレア
主人公。イギリス人の父と日本人の母との間に生まれた青年。
既に他界した母の生前の思い出の町である「倉町」を父に勧められて訪れ、約1か月間滞在することになる。
重度の日本びいきな父の教育により、生まれ育ちがイギリスで、銀髪碧眼背高の典型的な外国人容姿ながら、ネイティブ並の日本語会話能力がある。また、食事中は箸を上手に使うことができる。
父親は「宗教」をやっているが、進矢自身は神父やその見習いというわけではない。但し時折ヒロインの過去の出来事が見えることがあり、それが劇中におけるアクセントとなっている。
雪柳 ゆず
声：一色ヒカル
進矢が滞在することになった倉町の教会で暮らしている少女。
縦ロールの髪型（作中「クルクルのクロワッサン」とも例えられている）、やや日本人離れした顔立ち、普段着および基本生活スタイルが修道女であり、比較的口数が少ない。
教典と美蔓お手製の「ゆず人形」をいつも持ち歩いている。
オルガン奏者だった亡き母親「雪枝」から習ったオルガン弾きが得意。
好んで柚子を手にしている描写が幾度も現れ、「ゆず＝柚子」を強く印象付けられるものの、命名由来が柚子ではない事が、ゆずシナリオの核心で明かされる。
楢原 成実（ならはら なるみ）
声：坂口亜梨子
教会の近くにある楢原診療所の院長の一人娘。
冒険小説が好きで、自室（診療所の個室病室）には大量の本が積まれている。
病弱で部屋にこもりがちだが、時々「マレ実」と名付けた（あるいは名乗る）、美蔓お手製のマレーグマの着ぐるみ姿で外出している。
春原 鈴葉（すのはら すずは）
声：北都南
楢原診療所に併設された喫茶店「カフェー・プランタン」でウェイトレスをしている少女。
店名のプランタン(printemps)はフランス語で春のこと。店のマスターは養父であり、ウェイトレス勤めはその報恩でもある。
独りで暮らす、駅に近い一軒家は、鈴葉シナリオ以外にも茜シナリオで主要な舞台になる。
東木 茜（あずまき あかね）
声：如月美琴
進矢が倉町の駅前で出会った少女。
路銀が尽きて行き倒れていたが、「カフェー・プランタン」でウェイトレスの職を得、鈴葉と共に働くことになる。
槇樹村 摩緒（まきむら まお）
声：彩世ゆう
クマの出没する危険な洞窟に1人で暮らしている少女。
弓矢を使った占いができる。進矢と自分が出会ったのは「運命」だとしきりに口にする不思議な少女。
お腹を空かせていることが多い。
榧場 かずら（かやば かずら）
声：永瀬江美弥
大金持ちの家の娘。
気管支系が弱く、療養のため倉町に滞在している。
高圧的で進矢のことを「下僕」と呼んで見下している。
苺（いちご）
声：春野日和
進矢の前に突如として現れた謎の少女。
天真爛漫で人並み外れた運動神経を持つ。大きな鈴を髪飾りにしている。
ゲーム内ではいわゆる「隠しキャラ」であり、一定条件で複数シナリオクリア後（必ずしも全クリアで無くともよい）、再巡すると選択肢が現れる。この関係から、後述する行先選択画面では、彼女のみアイコンが黒猫になっている。

### その他
瑞枝田 美蔓（みずえだ みつる）
声：天音凛
進矢の叔母（母親の妹）で教会の修道女。
修道女となる以前は外科医をしており、そのため裁縫が得意。劇中で登場する「ゆず人形」や成実の着ぐるみ「マレ実」などは彼女のお手製である。
ゆずの養母という立場にあるが、度を越してゆずを溺愛している。一方、ゆずのオルガン演奏の仕事をあっせんし実質その収入で生計を立てていたり、家事のかなりの部分をゆずに任せていたりと、神に仕える身以前に人としてのだらしなさが目立つ。
酒癖が悪く、深酒をしてゆずに絡んだり、会話が下ネタに走ることも度々ある。
森王寺 桃香（もりおうじ ももか）
声：三原泉
摩緒の行方を追っているという少女。
摩緒と同じく弓矢を使った占いができる。
なぜかボロボロに粗末な服を普段着にしている。
御影 美奈（みかげ みな）
声：飯田空
かずらの家庭教師を務める女性。既婚。
秋月 綾乃（あきつき あやの）
「カフェー・プランタン」に客としてやってきた女性。
常に暗い表情を浮かべている。鈴葉シナリオにおけるキーパーソン。
楢原 ナツメ（ならはら ナツメ）
成実の祖母。
病弱な成実のため、世界各地を放浪して薬草を集めている。
楢原 七尾（ならはら ななお）
成実の父親で、楢原診療所の院長。ナツメの息子でもある。
研究成果を本にまとめて出版している位、温泉の知識が豊富。
進矢のことを何故か「シンクレーア君」と呼ぶ。ゆずのことも「ゆーずちゃん」と独特のイントネーションで呼ぶが、こちらはゆずシナリオ核心への伏線になっている。
新岡 剛志（にいおか たけし）
険しい人相をした元漁師の男性。進矢や茜を余所者扱いするが、彼自身、倉町の出身ではない。
路頭に迷っていた茜をカフェー・プランタンに紹介した。女である茜をなぜか「坊主」と呼ぶ。
松田 初音（まつだ はつね）
楢原診療所の看護婦。近々娘が結婚式を挙げることになっている。
小林 源次（こばやし げんじ）
鈴葉や茜が働いているカフェー・プランタンのオーナー。
若いころ海外留学した経験があり、その際、現在は亡くなった（とされている）鈴葉の父親から援助を受けた。その恩に報いる為、乳幼児にして孤児となった鈴葉を引き取り、養父となった。
一見客であるはずの秋月綾乃とは、面識がある。
下夜柳 茂夫（しもやなぎ しげお）
いつも武道着姿でいる太った男。何かにつけて進矢やゆずにつきまとってくる。「ナ〜イス」が口癖。

## 舞台
FOB2では、物語の舞台となる以下の場所の中から、一日につき3箇所まで行き先を選ぶことができる。行き先では各ヒロインに関連したイベントが起こることもあれば、ヒロインとは無関係なイベントが起こることもある。FOBとは異なり、どこに行けばどのヒロインに関するイベントが発生するのかが画面中に表示され、攻略しやすくなっている。
- 教会
- 楢原診療所
- 倉町温泉
- 月の沈む丘
- 倉町本町
- 森
- かずら邸
- 鷺の池公園
- 弓ヶ浜
- 陽の昇る丘

喫茶店「カフェー・プランタン」は楢原診療所の併設店舗という設定、教会と診療所は隣接地という設定から、この3地点間（選択肢上は2地点）における場面交錯がしばしば発生する。

## ゲーム製作スタッフ
- 原画：竹井正樹
- シナリオ：山田光一郎、そのだまさき、松本竜
- 音楽：平林征児、藤原もりぢ

## ゲーム主題歌
- 『仮面の笑顔』Karin
- 『時を刻んで』Karin

## OVA
ピンクパイナップルより全2巻の18禁OVAがVHSとDVDでリリースされた。FOBとは異なり、VHS版とDVD版ではパッケージ画像が異なる。2003年5月23日に前篇『追憶の章』、同年8月22日に後篇『運命の章』が発売された。
登場人物は、進矢、ゆず、成実、鈴葉、茜、摩緒、かずら、美蔓、七尾の9人で、前篇では成実、後篇では摩緒とゆずにHシーンがある。
2010年3月26日にはFOBとFOB2のそれぞれ全2巻、計4話の内容を収録したDVD『flutter of birds ゴールドディスク』が発売された。
また、La aventura de Shinya（進矢の冒険）という題名のスペイン語版も存在している。
スタッフ
- 原作 - シルキーズ・ゼウス
- 監督・絵コンテ - 中島弘明
- 演出 - 曲田豆平
- 脚本 - ○○☆○
- キャラクター原案 - 竹井正樹
- キャラクターデザイン・総作画監督 - 雨宮まこと
- スーパーバイザー - Dr.POCHI
- エグゼクティブ・プロデューサー - かのひで
- アニメーション制作 - アームス
- 製作 - ピンクパイナップル

主題歌
「星空のメッセージ」（前篇エンディングテーマ）
作詞 - りえ / 作曲 - 石田伸之 / 編曲 - REAL /歌 - Millio
「あなたがいるから」（後篇エンディングテーマ）
作詞 - REAL / 作曲 - りえ / 編曲 - 藤間仁 / 歌 - 佐藤裕美

## 関連商品
書籍
- 『天使たちの翼 フラッター・オブ・バーズ2 完全ガイド』（辰巳出版「アソコン・ブックス」、2002年7月発行、ISBN 4-88641-735-3）

CD
- 『flutter of birdsII 〜天使たちの翼〜 パーフェクトアレンジアルバム』（サウンドトラック、2002年4月24日発売）

## 参考資料
- Getchu.com：flutter of birds ゴールドディスク (ピンクパイナップル)(18禁)